# Cal Martorell
Cal Martorell és un habitatge del municipi de Calaf (Anoia) que forma part de l'Inventari del Patrimoni Arquitectònic de Catalunya.
Malgrat les reformes que ha patit, s'hi poden destacar dos pisos, entre ells hi ha gravat un rellotge de sol i dalt de tot, sota la cornisa, una cartel·la. També hi ha la data, pràcticament il·legible. La casa és feta, com la resta de les que conformen la plaça, amb pedra ben tallada d'aparell regular. Rectangular. L'accés és sota els porxos i els balcons es distribueixen tenint en compte els dos arcs que donen a la plaça, que estan decorats, a la dovella central amb mènsules.